# خالد نمر
خالد نمر (انگلیسی: Khaled Nimr؛ زادهٔ ۱ ژانویهٔ ۱۹۷۸) بازیکن فوتبال اهل اردن بود.
از باشگاه‌هایی که در آن بازی کرده‌است می‌توان به باشگاه فوتبال الجزیره (امان)، باشگاه ورزشی الوحدات، باشگاه فوتبال الشباب اردن، و باشگاه ورزشی الفیصلی اشاره کرد.
وی همچنین در تیم ملی فوتبال اردن بازی کرده‌است.